# Анніка Нарбе
Анніка Нарбе (швед. Annika Narbe; нар. 9 жовтня 1971) — колишня шведська тенісистка.
Найвищу одиночну позицію світового рейтингу — 224 місце досягла 16 листопада 1992, парну — 216 місце — 11 листопада 1991 року.
Здобула 2 одиночні та 5 парних титулів туру ITF.

## Фінали ITF
| Легенда         |
| --------------- |
| турніри $25,000 |
| турніри $10,000 |

### Одиночний розряд: 6 (2–4)
| Результат | Ранг | Дата              | Турнір                       | Покриття | Суперниця        | Рахунок       |
| --------- | ---- | ----------------- | ---------------------------- | -------- | ---------------- | ------------- |
| Поразка   | 1.   | 19 листопада 1989 | Кіото, Японія                | Тверде   | Окаґава Еміко    | 3–6, 1–6      |
| Перемога  | 1.   | 9 червня 1991     | Віана-ду-Каштелу, Португалія | Ґрунт    | Ганнеке Кетеларс | 3–6, 6–4, 6–2 |
| Поразка   | 2.   | 16 червня 1991    | Кашкайш, Португалія          | Ґрунт    | Барбара Колле    | 4–6, 3–6      |
| Поразка   | 3.   | 30 червня 1991    | Роннебю, Швеція              | Ґрунт    | Софі Альбінус    | 2–6, 3–6      |
| Перемога  | 2.   | 19 липня 1992     | Віго, Іспанія                | Ґрунт    | Міяуті Місумі    | 6–3, 6–3      |
| Поразка   | 4.   | 30 січня 1994     | Стокгольм, Швеція            | Тверде   | Міхаела Зайболд  | 4–6, 3–6      |

### Парний розряд: 8 (5–3)
| Результат | Ранг | Дата            | Турнір                           | Покриття | Партнерка          | Суперниці                           | Рахунок       |
| --------- | ---- | --------------- | -------------------------------- | -------- | ------------------ | ----------------------------------- | ------------- |
| Поразка   | 1.   | 27 серпня 1989  | Ноймюнстер, Західна Німеччина    | Ґрунт    | Катаріна Бернстейн | Юлія Апостолі Агнесе Густмане       | 1–6, 2–6      |
| Перемога  | 1.   | 6 травня 1990   | Лі-он-зе-Солент, Велика Британія | Ґрунт    | Катаріна Бернстейн | Комлева Світлана Білецька Наталія   | 6–4, 6–4      |
| Поразка   | 2.   | 16 вересня 1990 | Альяна, Італія                   | Ґрунт    | Катаріна Бернстейн | Джованна Каротенуто Крістіна Сальві | 5–7, 6–3, 6–7 |
| Перемога  | 2.   | 21 квітня 1991  | Афіни, Греція                    | Ґрунт    | Катаріна Бернстейн | Сьюзанн Італьяно Хрістіна Захаріду  | 5–7, 7–5, 7–5 |
| Поразка   | 3.   | 16 червня 1991  | Кашкайш, Португалія              | Ґрунт    | Марі Лінуссон      | Рінеке Кюстерс Барбара Колле        | 3–6, 6–3, 2–6 |
| Перемога  | 3.   | 4 серпня 1991   | Реда-Віденбрюк, Німеччина        | Ґрунт    | Катаріна Бернстейн | Іріна Спирля Майке Бабель           | 6–4, 7–5      |
| Перемога  | 4.   | 26 січня 1992   | Берген, Норвегія                 | Килим    | Катаріна Бернстейн | Амі Єнссон Роголт Сесілія Дальман   | 6–1, 6–4      |
| Перемога  | 5.   | 5 липня 1992    | Роннебю, Швеція                  | Ґрунт    | Катаріна Бернстейн | Клер Томпсон Робін Модслі           | 7–5, 6–0      |